# Дарко Радовановић
Дарко Радовановић (Нови Сад, 21. септембар 1975 — Добановци, код Сурчина, 11. јун 2011) био је српски поп-фолк певач.

## Биографија
Рођен је у Новом Саду, где живи само два месеца, а затим мења место боравка, прво је био у месту Жепче у Босни  а потом се настањује у месту Стублине крај Обреновца .
У другом разреду Основне школе осваја прво место на Републичком такмичењу школских хорова као најмлађи и најбољи солиста. У Крагујевцу, на такмичењу изворних песама осваја прво место ван конкуренције као најмлађи учесник. У жирију су били: Бора Николић и Бранимир Ђокић. После завршене основне школе у Стублинама, уписује средњу школу у Обреновцу али и даље учествује на разним такмичењима. Као средњошколац са друговима оснива рок групу “Небески јахачи”, међутим након краћег времена група се расформирала.
Након завршене средње школе уписује Факултет физичке културе у Београду. Године 1999. постаје члан групе “Цвака цвак”, тј. садашњи “Мега Микс бенд” и са њима ради пуних пет година. Самосталну каријеру је почео 2003. године. На такмичење за песму “Беовизије”, појављује се исте године са песмом “Стидим се”. Већ наредне године понавља свој наступ на овом фестивалу са песмом под називом “Пријатељи моји брину”.
Након дугогодишњег певачког стажа 2005. године је издао свој први самостални ЦД. Касније је издао још два албума - Досије из 2007. и Дукат из 2010. године. Најпознатије песме у самосталној каријери су биле Да ми је, Дукат, Сањам те, Невера, Тако иде, Време да се растаје.... Такође и дует са Иваном Селаков "Ако је до мене".
Погинуо је 11. јуна 2011. године, заједно са својим менаџером Александром Милошевићем, у саобраћајној незгоди на обилазници око Београда, у близини села Добановаца. Сахрањен је 14. јуна на Новом гробљу у Сремској Митровици.

## Дискографија
Албуми
- Дарко Радовановић (2005) Сити Рекордс
- Досије (2007) Сити Рекордс
- Дукат (2010) Сити Рекордс

Синглови
- Стидим се (2003) Беовизија 2003.
- Само ти (2004) Беовизија 2004.
- Зар си морала да знаш (2007)
- Моја звездо (2008) Гранд фестивал
- С јесени (2008) Радијски фестивал
- Ако је до мене (2009) дует са Иваном Селаков
- Хтео сам да све буде по моме (2009) Сунчане скале
- Време да се растаје (2010) Радијски фестивал

## Музичка награда "Дарко Радовановић"
Након погибије певача Фестивал забавне музике Фезам из Шапца сваке године додељује награду "Дарко Радовановић" у знак сећања на певача.
Добитници ове награде су:
- Ивана Селаков
- Павле Дејанић
- породица настрадалог певача Дарка Радовановића[6]
- Бојан Бјелић[7]
- Мегамикс бенд са којима је Дарко наступао на почетку каријере
- Крила лептира бенд
- Нела Видаковић[8]